# العلاقات السيراليونية القرغيزستانية
العلاقات السيراليونية القيرغيزستانية هي العلاقات الثنائية التي تجمع بين سيراليون وقيرغيزستان.

## مقارنة بين البلدين
هذه مقارنة عامة ومرجعية للدولتين:
| وجه المقارنة                                              | سيراليون       | قيرغيزستان                      |
| --------------------------------------------------------- | -------------- | ------------------------------- |
| المساحة (كم2)                                             | 71.74 ألف      | 199.95 ألف                      |
| عدد السكان (نسمة)                                         | 7.56 مليون     | 6.20 مليون                      |
| الكثافة السكانية (ن./كم²)                                 | 105.38         | 31.01                           |
| العاصمة                                                   | فريتاون        | بيشكك                           |
| اللغة الرسمية                                             | لغة إنجليزية   | اللغة الروسية، اللغة القيرغيزية |
| العملة                                                    | ليون سيراليوني | سوم قيرغيزستاني                 |
| الناتج المحلي الإجمالي (بليون دولار)                      | 3.77 مليار     | 7.56 مليار                      |
| الناتج المحلي الإجمالي (تعادل القوة الشرائية) بليون دولار | 10.13 مليار    | 20.45 مليار                     |
| الناتج المحلي الإجمالي الاسمي للفرد دولار أمريكي          | 653            | 1.10 ألف                        |
| الناتج المحلي الإجمالي للفرد دولار أمريكي                 | 1.97 ألف       |                                 |
| مؤشر التنمية البشرية                                      | 0.413          | 0.655                           |
| رمز المكالمات الدولي                                      | +232           | +996                            |
| رمز الإنترنت                                              | .sl            | .kg                             |
| المنطقة الزمنية                                           | 00             | ت ع م+06:00                     |

## منظمات دولية مشتركة
يشترك البلدان في عضوية مجموعة من المنظمات الدولية، منها:
| علم المنظمة | اسم المنظمة                                                | تاريخ انضمام سيراليون | تاريخ انضمام قيرغيزستان |
| ----------- | ---------------------------------------------------------- | --------------------- | ----------------------- |
|             | مؤسسة التنمية الدولية                                      | 13 نوفمبر 1962        | 24 سبتمبر 1992          |
|             | يونسكو                                                     | 28 مارس 1962          | 2 يونيو 1992            |
|             | مؤسسة التمويل الدولية                                      | 10 سبتمبر 1962        | 11 فبراير 1993          |
|             | منظمة حظر الأسلحة الكيميائية                               | ?                     | ?                       |
|             | الأمم المتحدة                                              | 27 سبتمبر 1961        | 2 مارس 1992             |
|             | الاتحاد الدولي للاتصالات                                   | 30 ديسمبر 1961        | 20 يناير 1994           |
|             | منظمة التعاون الإسلامي                                     | ?                     | ?                       |
|             | منظمة الشرطة الجنائية الدولية                              | ?                     | ?                       |
|             | الاتحاد البريدي العالمي                                    | ?                     | ?                       |
|             | البنك الدولي للإنشاء والتعمير                              | 10 سبتمبر 1962        | 18 سبتمبر 1992          |
|             | وكالة ضمان الاستثمار متعدد الأطراف                         | 20 يونيو 1996         | 21 سبتمبر 1993          |
|             | العملية المشتركة للاتحاد الأفريقي والأمم المتحدة في دارفور | ?                     | ?                       |
|             | منظمة التجارة العالمية                                     | ?                     | ?                       |